# Каронга (дистрикт)
Каро́нга (англ. Karonga) — дистрикт у складі Північного регіону Малаві.
Адміністративний центр — містечко Каронга.

## Населення
Населення — 365028 осіб (2018, 264112 у 2008, 194572 у 1998, 148014 у 1987, 106923 у 1977).
Національний склад:
- тумбука — 41,7 %
- нхонде — 38,0 %
- суква — 3,3 %
- ламб'я — 2,5 %
- чева — 2,5 %
- нгоні — 0,9 %
- тонга — 0,5 %
- яо — 0,5 %
- ломве — 0,4 %
- сена — 0,1 %
- манганджа — 0,1 %
- інші — 9,5 %

## Склад
Дистрикт складається з 6 адмінодиниць третього порядку:
| Громада, населений пункт   | Площа, км² | Населення, осіб (2018) | Центр |
| -------------------------- | ---------- | ---------------------- | ----- |
| Вищі традиційні громади    |            |                        |       |
| Традиційні громади         |            |                        |       |
| Васамбо                    | 364,4      | 72989                  | -     |
| Кілупула                   | 1614,0     | 89672                  | -     |
| К'юнгу                     | 628,7      | 67232                  | -     |
| Мвакабоко                  | 252,2      | 24889                  | -     |
| Мвірангомбе                | 251,7      | 37445                  | -     |
| Центральні населені пункти |            |                        |       |
| Каронга                    | 44,3       | 61609                  | -     |
| Природоохоронні території  |            |                        |       |
| Національний парк Н'їка    | 557,7      | -                      | -     |